# 1292
Cette page concerne l'année 1292  du calendrier julien. Pour l'année 1292 av. J.-C., voir 1292 av. J.-C.
L'année 1292 est une année bissextile qui commence un mardi.

## Événements

### Asie
- Siam :
  - Inscription du roi de Sukhothaï Ramkhamhaeng, la première connue en langue thaïe. Elle donne des informations précises sur le Siam au XIIIe siècle[1].
  - Mengrai le Grand, roi du Lanna, s'empare d'Haripunchai (actuelle Lamphun) qu'il intègre à ses états[2].
- De retour de la cour de l'empereur de Chine Kubilai Khan, Marco Polo fait escale à Perlak dans le nord de Sumatra. Il mentionne la présence de Musulmans[3].
- Un raid de 150 000 Mongols est repoussé en Inde par Ala ed-Din, neveu du sultan de Delhi. L’un d’eux, Ulghu, se convertit à l’Islam avec un groupe important. Ala ed-Din dirige une expédition dans le Mâlwa et prend Bhilsa[4].

- Java :
  - Kertanagara, roi de Singosari dans l'est de Java (dans l'actuelle Indonésie), est assassiné lors d’une révolte menée par le roi de Kediri Jayakatwang[5].
  - 15 octobre : Raden Wijaya (en), gendre de Kertanagara, fait sa soumission au roi de Kediri Jayakatwang qui s'est emparé du pouvoir. Il fait alliance avec les Mongols qui envahissent Java en 1293 pour renverser Jayakatwang et fonde le royaume de Majapahit[6].

### Europe
- Janvier : rébellion des nobles styriens, écrasée par Albert de Habsbourg en mars[7].
- 20 mars : Albert de Habsbourg pardonne aux rebelles et confirme les privilèges de la Styrie à Friesach[8].
- 27 mars : Le chevalier Jean de Lantwyck épouse Marguerite de Brabant dite de Tervueren, fille naturelle légitimée du duc Jean Ier de Brabant[9].
- 4 mai : Lyon est prise sous la garde du roi de France[10].
- 5 mai : inquiet de la puissance des Habsbourg, les princes allemands refusent de faire élire Albert de Habsbourg comme roi des romains. Adolphe de Nassau est élu[11].
- 24 juin : Adolphe de Nassau est couronné empereur romain germanique à Aix-la-Chapelle (jusqu'en 1298)[11].
- 21 septembre : Sanche le Brave prend Tarifa aux Maures[12].
- 17 novembre[13] : John Balliol est désigné comme roi d'Écosse par une commission réunie à Berwick (fin de règne en 1296). Le 19, Édouard Ier d'Angleterre, à la tête d’une forte armée, confirme la décision de la commission.
- 26 décembre : John Balliol rend hommage à Édouard Ier d'Angleterre à Newcastle pour l'Écosse[13].

- Des incidents dans le port de Bayonne entre marins Français et Anglais entraînent une guerre maritime, qui aboutit à la conquête de la  Guyenne par Philippe le Bel (1294)[14].